# パーヤーシ経
『パーヤーシ経』（巴: Pāyāsi-sutta, パーヤーシ・スッタ）とは、パーリ仏典経蔵長部の第23経。漢訳で『弊宿経』（へいしゅくきょう）とも。
類似の伝統漢訳経典としては、『長阿含経』（大正蔵1）の第7経「弊宿経」、『中阿含経』（大正蔵26）の第71経「蜱肆経」、『大正句王経』（大正蔵45）等がある。
経名は、経中に登場するパーヤーシ（弊宿）王に因む。

## 構成

### 登場人物
- クマーラ・カッサパ --- 仏弟子の一人
- パーヤーシ --- コーサラ国の王族の一人

### 場面設定
クマーラ・カッサパと500人の比丘が、コーサラ国のセータヴィヤーのシンサパー林に滞在していた際、「来世も、善悪の果報も無い」という考えを持った地主の王族パーヤーシが、比丘たちを言い負かそうとバラモン達と共にやって来た。
クマーラ・カッサパは様々なたとえ話を出しつつ、輪廻思想の重要性を説き、パーヤーシは最終的に改心する。

## 日本語訳
- 『南伝大蔵経・経蔵・長部経典2』（第7巻） 大蔵出版
- 『パーリ仏典 長部（ディーガニカーヤ）大篇II』 片山一良訳 大蔵出版
- 『原始仏典 長部経典2』 中村元監修 春秋社